# Hanadi Zakaria al-Hindi
Hanadi Zakaria al-Hindi (arabisch هنادي زكريا الهندي, DMG Hanādī Zakariyyā al-Hindī; * September 1978 in Mekka) ist die erste saudische Frau, die den Beruf der Flugpilotin ausübt. Sie wuchs in Frankreich auf und schloss ihre Pilotenausbildung am 15. Juni 2005 in Amman, Jordanien, ab.
al-Hindi ist die persönliche Pilotin des Prinzen al-Walid ibn Talal, der sie unterstützte und finanzierte. Er gilt als ein Unterstützer der Frauenemanzipation in Saudi-Arabien, ist jedoch von Staatsämtern ausgeschlossen. Hanadi hat einen zehnjährigen Vertrag mit dem Prinzen.
Bei der Abschlussfeier für ihre Ausbildung ließ der Prinz durch folgende Worte aufhorchen: „Ich glaube, dass arabische Frauen genauso, wenn nicht sogar noch fähiger sind als ihre männlichen Gegenüber.“
Muhammad Audeh, der Vorsitzende der Flugschule in Jordanien, in der al-Hindi ihre Ausbildung absolvierte, sagte „Es ist eine Quelle des Stolzes für uns“. Al-Sultan Owaideh, der saudische Botschafter in Jordanien sagte, dass Hindi ein Beispiel für alle saudischen Frauen sein solle.